# NGC 5128
Centaurus A (NGC 5128) é uma galáxia lenticular (S0) localizada na direção da constelação de Centaurus. Possui uma declinação de -43° 00' 58" e uma ascensão recta de 13 horas, 25 minutos e 29,0 segundos.
A galáxia NGC 5128 foi descoberta em 29 de Abril de 1826 por James Dunlop. Centaurus A está localizada a cerca de 14 milhões de anos-luz de distância, na constelação Centaurus. É uma das radiogaláxias próximas à Terra, razão pela qual o seu núcleo galáctico ativo foi amplamente estudado por astrônomos profissionais. É a quinta galáxia mais brilhante do céu, tornando-se assim num objetivo ideal para a astronomia amadora, embora a galáxia somente seja visível do hemisfério Sul e de baixas latitudes norte.
Um jato que extrai energia da zona que se acredita que seja um buraco negro supermassivo no centro da galáxia é o responsável pelas emissões de raios X e rádio. Com as observações de rádio feitas durante um prazo de dez anos, os astrônomos determinaram que a parte interior do jato move-se com a metade da velocidade da luz. Os raios X são produzidos pelas colisões do jato com os gases circundantes, gerando assim partículas muito energéticas.
Como se observa em outras galáxias starburst, uma colisão é responsável pela intensa formação de estrelas. Usando o Telescópio Espacial Spitzer os cientistas confirmaram que Centaurus A está atravessando uma colisão galáctica devorando uma galáxia espiral.

## Morfologia
Centaurus A pode ser descrita como uma galáxia de morfologia peculiar. Como se vê da Terra, a galáxia é parecida com uma galáxia lenticular ou elíptica com uma vereda de poeira superposta. A peculiaridade desta galáxia foi identificada em 1847 por John Herschel, e a galáxia foi incluída no "Atlas de Galáxias Peculiares" (publicado em 1966) como um dos melhores exemplos de uma galáxia "perturbada" com absorção de poeira. A estranha morfologia da galáxia é geralmente reconhecida como o resultado de uma fusão entre duas pequenas galáxias.
Esta galáxia é composta principalmente de estrelas vermelhas evoluídas. O disco de poeira, porém, é o sítio de formações estelares mais recentes; cerca de 100 regiões de formação de estrelas foram identificadas no disco.

## Supernovas
Uma supernova foi detectada em Centaurus A. A supernova, chamada SN 1986G, foi descoberta dentro da vereda negra de Centaurus A por R. Evans em 1986. A supernova foi identificada mais tarde como sendo uma supernova tipo Ia. Esse tipo de supernova ocorre quando a massa de uma anã branca se torna maior do que a massa máxima que pode sustentar o peso das camadas exteriores da estrela. Esse fenômeno ocorre, por exemplo, quando essa anã branca faz parte de um sistema de binário e recebe matéria da outra estrela. SN 1986G foi usada para demonstrar que o espectro das supernovas de tipo Ia não é o mesmo em todas elas e que podem ser diferentes no jeito como mudem a sua luminosidade ao longo do tempo.

## Galáxias próximas e aglomerados galácticos
Centaurus A fica no centro de um dos dois subgrupos dentro do Grupo Centaurus A/M83, um aglomerado de galáxias próximo. Galáxia Cata-vento do Sul fica no centro de outro subgrupo. Estes dois grupos são às vezes identificados como um único grupo e às vezes identificados como dois grupos. Contudo, as galáxias em torno de Centaurus A e a M83 ficam próximas umas das outras e ambos os subgrupos não parecem ter um movimento relativo entre eles. O aglomerado Centaurus A/M83 fica no Super aglomerado de Virgo.

## Astronomia amadora
Centaurus A encontra-se localizada a 4° a norte de Omega Centauri, um aglomerado globular visível a olho nu. A galáxia possui uma grande superfície luminosa e um tamanho angular relativamente grande, por isso é o objetivo ideal para as observações de astrônomos amadores. O vulto brilhante central e a vereda de poeira escura são visíveis até mesmo com grandes prismáticos, e a estrutura adicional pode ser observada em grandes telescópios.